# Большая Палуя
Большая Палуя — деревня в Шугозёрском сельском поселении Тихвинского района Ленинградской области.

## История
Согласно семитопографической карте Новгородской губернии 1847 года деревня называлась Верхняя Палуя.

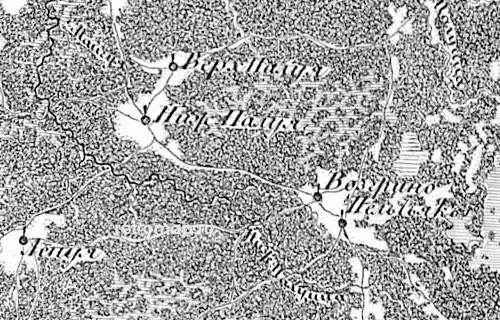
Деревня Большая Палуя на карте 1847 года

БОЛЬШАЯ ПАЛУЯ (ВЕРХНЯЯ ПАЛУЯ) — деревня Палуйского общества, прихода Малошугозерского погоста.

Крестьянских дворов — 20. Строений — 30, в том числе жилых — 20.

Число жителей по семейным спискам 1879 г.: 54 м. п., 56 ж. п.; по приходским сведениям 1879 г.: 51 м. п., 58 ж. п.

В конце XIX — начале XX века деревня административно относилась к Кузьминской волости 2-го земского участка 2-го стана Тихвинского уезда Новгородской губернии.

БОЛЬШАЯ ПАЛУЯ (ВЕРХНЯЯ ПАЛУЯ) — деревня Палуйского общества, дворов — 32, жилых домов — 54, число жителей: 96 м. п., 112 ж. п.

Занятия жителей — земледелие, лесные промыслы. (1910 год)

По сведениям на 1 января 1913 года в деревне было 238 жителей из них детей в возрасте от 8 до 11 лет — 27 человек.
С 1917 по 1918 год деревня входила в состав Кузьминской волости Тихвинского уезда Новгородской губернии.
С 1918 года в составе Череповецкой губернии.
С 1924 года в составе Капшинской волости.
С 1927 года в составе Явосемского сельсовета Капшинского района.
В 1928 году население деревни составляло 212 человек.
Согласно карте Ленинградской области Северо-западного аэрогеодезического треста ГГУ издания 1932 года деревня насчитывала 22 крестьянских двора.
По данным 1933 года деревня Большая Палуя входила в состав Явосемского сельсовета Капшинского района Ленинградской области.
В 1961 году население деревни составляло 216 человек.
С 1963 года в составе Тихвинского района.
По данным 1966, 1973 и 1990 годов деревня Большая Палуя также входила в состав Явосемского сельсовета.
В 1997 году в деревне Большая Палуя Шугозёрской волости проживали 15 человек, в 2002 году — 8 человек (все русские).
В 2007 году в деревне Большая Палуя Шугозёрского СП проживал 21 человек, в 2010 году — 8.

## География
Деревня расположена в северо-восточной части района на автодороге 41К-885 (Шугозеро — Никульское).
Расстояние до административного центра поселения — 13 км.
Расстояние до ближайшей железнодорожной станции Тихвин — 80 км.
Деревня находится на притоке реки Нижняя Палуйца.

## Демография
| 2007 | 2010 | 2017 |
| ---- | ---- | ---- |
| 21   | ↘8   | ↗21  |

### Национальный состав
Согласно данным Всероссийской переписи населения 2021 года в деревне проживали 11 человек, все русские.

## Улицы
Ключевая, Ключевой переулок, Полевая, Полевой переулок.